# Kamagaya
Kamagaya è una città giapponese della prefettura di Chiba.